# SPAN (экономика)
SPAN (англ. Standard Portfolio Analysis of Risk, анализ риска стандартного портфеля) — система анализа портфельных рисков по фьючерсным и опционным инструментам, методика расчёта минимальных требований к размеру гарантийного обеспечения (депозитной маржи) для рассматриваемого портфеля. Впервые была внедрена в 1988 году на Чикагской товарной бирже, со временем стала неофициальным стандартом этой сферы.
SPAN® является зарегистрированной торговой маркой Чикагской товарной биржи (англ. Chicago Mercantile Exchange, CME).